# اسپکتراهدرون

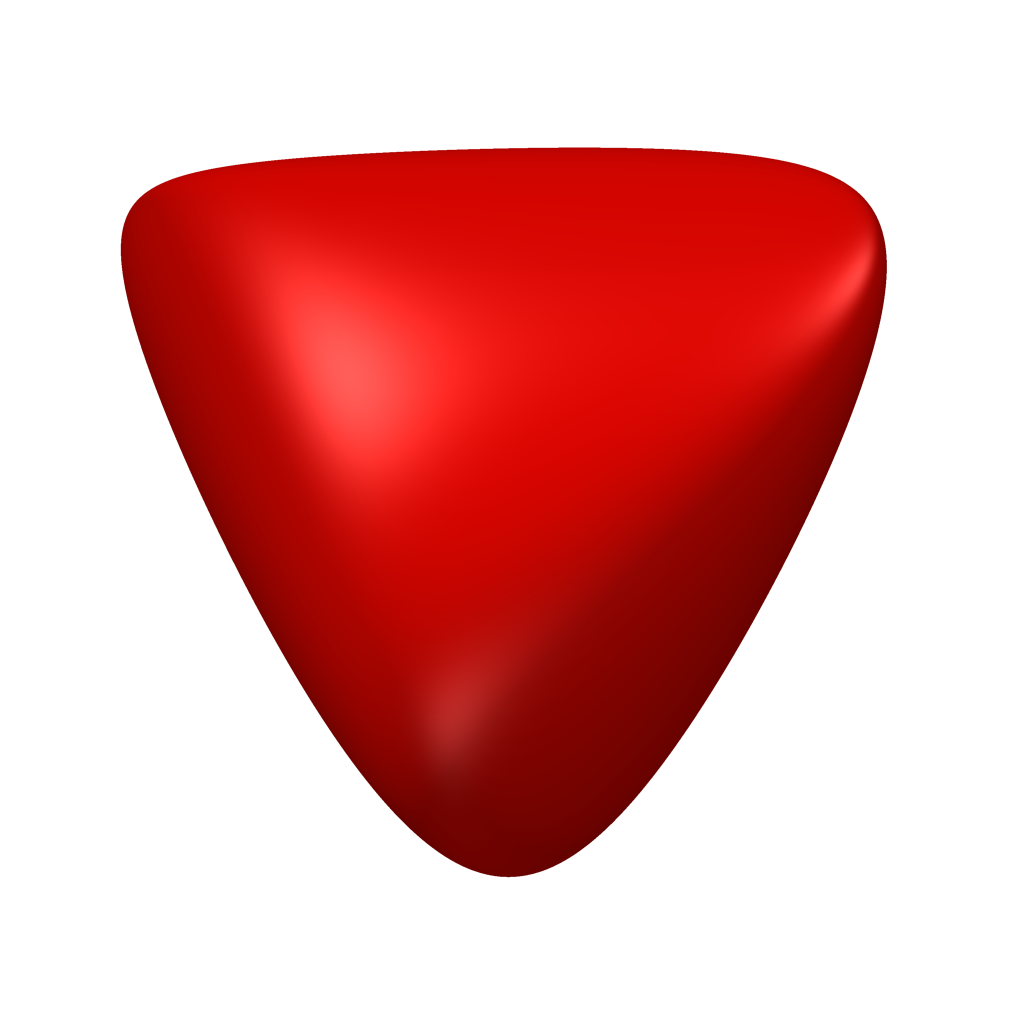
یک اسپکتراهدرون

اسپکتراهدرون در هندسه محدب شکلی است که می‌توان آن را توسط یک نامساوی خطی ماتریسی نشان داد. همینطور مجموعه‌ای از ماتریس‌های n × n نیمه معین تشکیل یک مخروط محدب در Rn × n می‌دهند که اسپکتراهدرون شکلی هست که از تلاقی این مخروط با linear affine subspaces بدست می‌آید.
اسپکتراهدرون‌ها پاسخ بهینه سازی نیمه معین هستند.